# Synergy (Extol)
Synergy è il terzo album in studio del gruppo musicale metal norvegese Extol, pubblicato nel 2003.

## Tracce
1. Grace for Succession – 4:12
2. Paradigms – 3:40
3. Psychopath – 3:47
4. Blood Red Cover – 3:37
5. 26 Miles from Marathon – 4:12
6. Confession of Inadequacy – 3:47
7. Scrape the Surface – 3:20
8. Thrash Synergy – 5:20
9. Aperture – 3:11
10. Emancipation – 3:20
11. Nihilism 2002 – 4:09

## Formazione
- Peter Espevoll - voce, chitarra
- Ole Børud - chitarra, voce
- Christer Espevoll - chitarre
- John Robert Mjåland - basso
- David Husvik - batteria